# Jules Guiffrey
Pour les articles homonymes, voir Guiffrey.
Jules-Marie-Joseph Guiffrey (29 novembre 1840 à Paris - 26 novembre 1918 à Paris) est un historien de l'art français, membre de l'Académie des beaux-arts.

## Carrière
Tout en étudiant le droit (licencié en 1861), il est élève de l'École impériale des chartes où il obtient en 1863 le diplôme d'archiviste paléographe avec une thèse intitulée Examen du traité qui réunit le Dauphiné à la France et des négociations qui l’ont précédé et suivi (1349).
Il est nommé en 1866 archiviste des Archives de l'Empereur, puis aux Archives nationales à la section législative et judiciaire, où il fait une grande partie de sa carrière.
En 1893, il est nommé administrateur de la manufacture nationale des Gobelins.
Pendant toute sa carrière, il mène des recherches en histoire de l'art - parfois au détriment de son activité d'archiviste. Il fonde en 1866 la Société de l'histoire de l'art français et reprend en 1872 les Archives de l'art français de Philippe de Chennevières sous le titre de Nouvelles Archives de l'art français. Il est également membre de la Société de l'histoire de Paris (1874), du Comité des travaux historiques et scientifiques (1877), du Comité des travaux historiques de la Ville de Paris (1879).
Il est élu membre de l'Académie des beaux-arts en 1899 au fauteuil 7 de la section des membres libres.

## Famille
- François Guiffrey, descendant d'une famille dauphinoise de Bardonnèche, négociant vivant à Saint-Didier-au-Mont-d'Or, marié à Victoire Aimée Caminet, fille de Georges Caminet (1739-1814)[3], élu à Lyon député de Rhône-et-Loire à l'assemblée législative de 1791[4],[5] ;
  - Jean-Baptiste Guiffrey (1793-1865), notaire en 1825, puis directeur du Sous-comptoir des entrepreneurs à Paris en 1850, officier de la Légion d'honneur en 1863[6], marié à Adèlaïde Trou dont il a eu six enfants ;
    - Georges Maurice Guiffrey (1827-1887), avocat, conseiller général des Hautes-Alpes, sénateur, chevalier de la Légion d'honneur[7] ;
    - Marie Guiffrey (née en 1837), mariée en 1861 avec Adrien Charles Bignon (1827-1895), général de division, commandeur de la Légion d'honneur[8] ;
    - Jules Marie Joseph Guiffrey, marié à Jeanne Sophie Georgette Bellenger, officier de la Légion d'honneur ;
      - Georges Henri Jean Guiffrey (1870-1952), conservateur des peintures au musée des beaux-arts de Boston à partir de 1911[9], pendant trois ans, conservateur du département des peintures du musée du Louvre entre 1918 et 1934, officier de la Légion d'honneur[10].

## Distinctions
- Officier de l'Instruction publique en 1883[1] ;
- Chevalier de la Légion d'honneur, en 1884[11] ;
- Officier de la Légion d'honneur, en 1897.

## Œuvres
- L’Œuvre de Charles-Émile Jacque, 1866.
- Histoire de la réunion du Dauphiné à la France, 1866.
- Les Caffieri, sculpteurs et fondeurs-ciseleurs, 1877 (lire en ligne sur Gallica).
- Histoire générale de la tapisserie, 1879.
- Comptes des bâtiments du roi sous le règne de Louis XIV, Imprimerie nationale, Paris :
  - Tome 1, Colbert 1664-1680, 1879 (lire en ligne sur Gallica).
  - Tome 2, Colbert et Louvois 1681-1687, 1887 (lire en ligne sur Gallica).
  - Tome 3, Louvois et Colbert de Villacerf 1688-1695, 1891 (lire en ligne sur Gallica).
  - Tome 4, Colbert de Villacerf et Jules Hardouin Mansard, 1696-1705, 1896 (lire en ligne sur Gallica).
  - Tome 5, Jules Hardouin-Mansard et le Duc d'Antin, 1706-1715, 1901 (lire en ligne sur Gallica).
- Antoine van Dyck. Sa vie et son œuvre, 1882 (son ouvrage principal).
- Inventaire général du mobilier de la couronne sous Louis XIV (1663-1715), Paris, 1885-1886 (2 vol.) :
  - Tome 1 (lire en ligne sur Gallica)
  - Tome 2 (lire en ligne sur Gallica)
- Inventaire général des richesses d'art de la France. Paris : monuments civils, tome 1, E. Plon et Cie imprimeur-éditeurs, Paris, 1879 (lire en ligne sur Gallica).
- Inventaire général des richesses d'art de la France. Paris : monuments civils, tome 2, E. Plon, Nourrit et Cie imprimeurs-éditeurs, Paris, 1889 (lire en ligne sur Gallica).
- Inventaire général des richesses d'art de la France. Paris : monuments religieux, tome 1, E. Plon et Cie imprimeurs-éditeurs, Paris, 1876 (lire en ligne sur Gallica).
- Inventaire général des richesses d'art de la France. Paris : monuments religieux, tome 2, E. Plon, Nourrit et Cie imprimeur-éditeurs, Paris, 1888 (lire en ligne sur Gallica).
- Histoire de la tapisserie depuis le moyen âge jusqu'à nos jours, 1885, Alfred Mame et fils, Tours, 1886 (lire en ligne sur Gallica).
- Œuvres choisies de Clément Marot, 1876.
- Catalogue sommaire du musée des Archives nationales, précédé d'une notice historique sur le palais des Archives, librairie Ch. Delagrave, Paris, 1893 (lire en ligne sur Gallica).
- Un chapitre inédit de l'histoire des tombes royales de Saint-Denis d'après les documents conservés aux Archives nationales, Henri Menu libraire-éditeur, 1876 (lire en ligne sur Gallica).
- Artistes parisiens du XVIe et du XVIIe siècle : donations, contrats de mariage, testaments, inventaires, etc. tirés des insinuations du Châtelet de Paris, Imprimerie nationale, Paris, 1915 (lire en ligne sur Gallica).
- Scellés et inventaires d'artistes français du XVIIe et du XVIIIe siècle, première partie, [1643-1740] : Documents inédits tirés des archives nationales, Charavay frères libraires, Paris, 1884 (lire en ligne).
- Scellés et inventaires d'artistes français du XVIIe et du XVIIIe siècle, deuxième partie, [1741-1770 : Documents inédits tirés des archives nationales, Charavay frères libraires, Paris, 1885 (lire en ligne).
- Scellés et inventaires d'artistes français du XVIIe et du XVIIIe siècle, troisième et dernière partie,  [1771-1790] : Documents inédits tirés des archives nationales, Charavay frères libraires, Paris, 1886 (lire en ligne).
- Exposition des Primitifs français au palais du Louvre (pavillon de Marsan) et à la Bibliothèque nationale : catalogue (lire en ligne).
- Avec Anatole de Montaiglon, Correspondance des directeurs de l'Académie de France à Rome avec les Surintendants des Bâtiments, publiée d'après les manuscrits des Archives nationales, 18 volumes (lire en ligne : table générale).